# Mounir Baatour
Mounir Baatour (en árabe: منير بعتور‎, 1970) es un abogado tunecino y activista LGBT. Es el líder del Partido Liberal Tunecino y fue el primer candidato presidencial abiertamente gay en el mundo árabe.

## Activismo
Baatour fue arrestado en 2013 y encarcelado durante 3 meses por sodomía, por cargos que siempre negó. Según el sitio Afrik.com, el hotel Sheraton es sospechoso de colaborar con las autoridades y pudo haber informado a la policía de la presencia de Baatour con otro hombre en una de sus habitaciones de hotel.
En 2015, Baatour cofundó Asociación Shams, una asociación de derechos LGBT centrada en la despenalización de la homosexualidad. Actualmente es presidente de la asociación. En 2018, junto con Alice Nkom, Baatour recibió el premio Idaho France a la libertad, por su lucha contra la homofobia.

### Candidatura presidencial
El 8 de agosto de 2019, Baatour anunció su participación en las elecciones presidenciales de Túnez por el Partido Liberal Tunecino. Tras este anuncio, se escribieron aproximadamente 650 artículos de 120 países diferentes sobre él, y Baatour formó un equipo de campaña con 300 activistas locales. Su programa político incluía la derogación del artículo 230 del código penal tunecino, que prohíbe la homosexualidad, así como la igualdad de género y la protección de los derechos de las minorías. Sin embargo, a pesar de haber recogido casi el doble de las 10.000 firmas necesarias para ser candidato, la autoridad electoral rechazó su candidatura sin dar razones serias.
Tras recibir amenazas de muerte de islamistas, Baatour se exilió en Francia en enero de 2020, donde fue aceptado como refugiado político.

## Vida privada
Baatour vive en Marsella, donde ejerce como abogado en el colegio de abogados de Marsella. El 20 de diciembre de 2022, Baatour se casó con el hombre con el que fue detenido en Túnez diez años antes.